# هينريكي أدريانو بوس
هينريكي أدريانو بوس (بالبرتغالية: Henrique‏) (مواليد 14 أكتوبر 1986 في ماريشال كانديدو رندون - البرازيل) لاعب كرة قدم برازيلي يلعب في مركز قلب الدفاع.

## روابط خارجية
- هينريكي أدريانو بوس على موقع الاتحاد الدولي (مؤرشف)  (الإنجليزية)
- هينريكي أدريانو بوس على موقع الاتحاد الأوربي (الإنجليزية)
- هينريكي أدريانو بوس على موقع قاعدة بيانات كرة القدم.إي يو (الإنجليزية)
- هينريكي أدريانو بوس على موقع بيانات كرة القدم. دي إي (الألمانية)
- هينريكي أدريانو بوس على موقع ناشيونال فوتبول تيمز (الإنجليزية)
- هينريكي أدريانو بوس على موقع Soccerway.com (الإنجليزية)
- هينريكي أدريانو بوس على موقع عالم كرة القدم.نت (الإنجليزية)
- هينريكي أدريانو بوس على موقع AS.com (الإسبانية)